# Heide-Wicke
Die Heide-Wicke (Vicia orobus) ist eine Pflanzenart aus der Gattung Wicken (Vicia) in der Unterfamilie der Schmetterlingsblütler (Faboideae). Sie ist hauptsächlich in Westeuropa verbreitet und kommt in Mittel- sowie Nordeuropa selten vor.

## Beschreibung

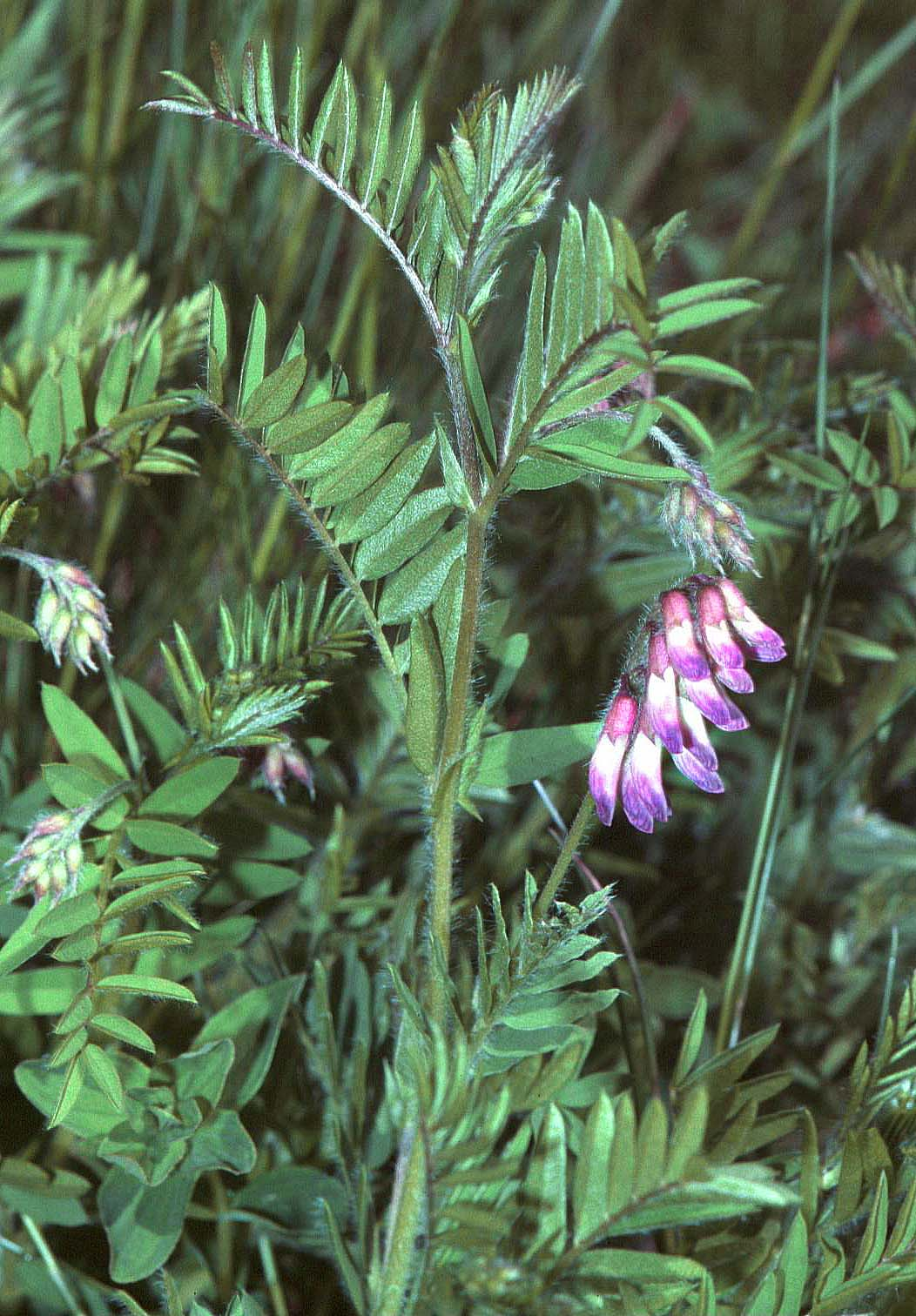
Habitus, gefiederte Laubblätter und Blütenstand

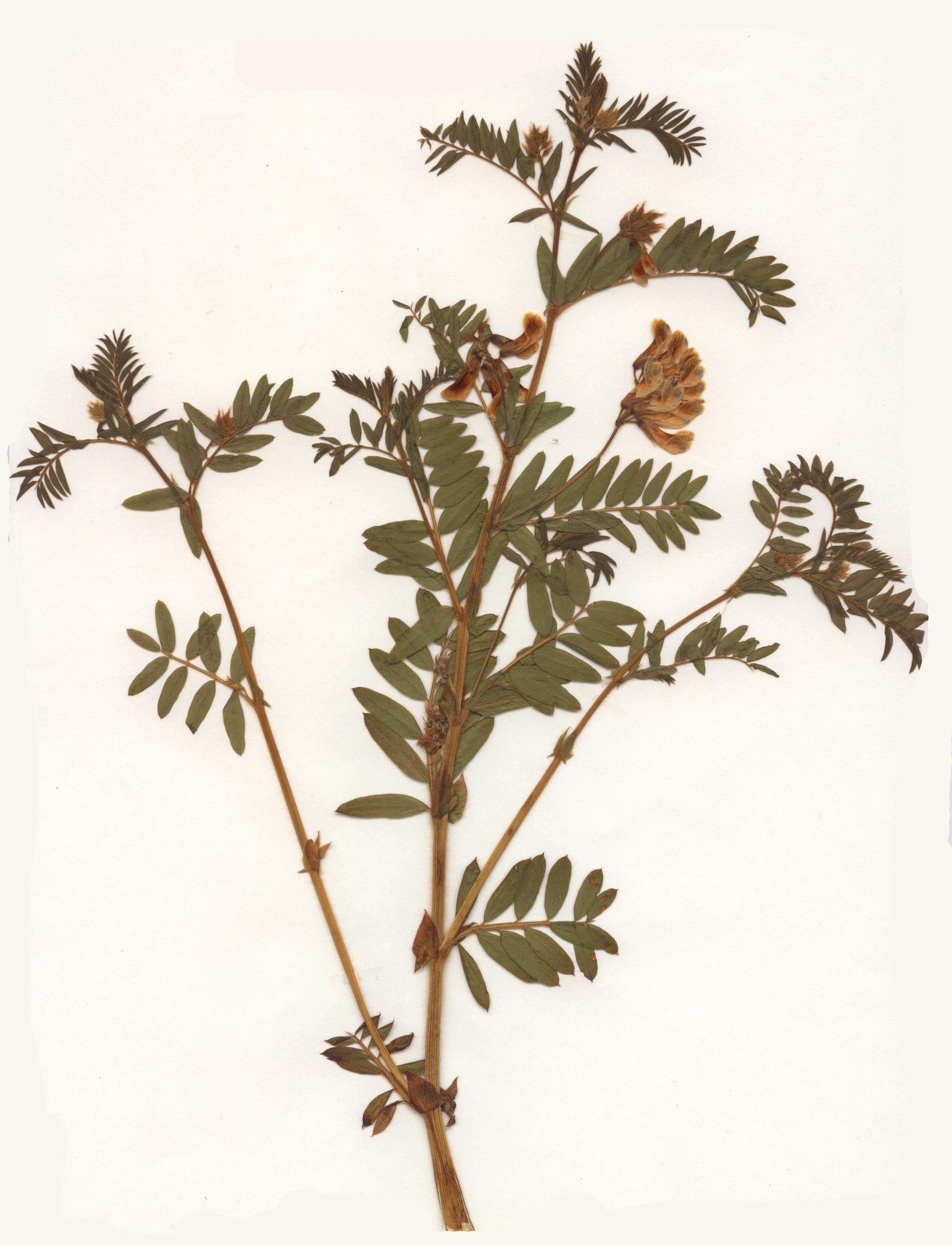
Herbarbeleg von 1979 - Diese Art sollte in Deutschland wegen ihrer Seltenheit und als gefährdete Art möglichst nicht gesammelt werden

### Erscheinungsbild und Blatt
Die Heide-Wicke wächst als ausdauernde krautige Pflanze und erreicht Wuchshöhen von 15 bis 40 Zentimetern. Die Frühsommer-Sprosse der Heide-Wicke sind mehr oder weniger dicht mit zottig abstehenden Wollhaaren bekleidet, die Herbst-Sprosse sind kahl. Der aufrechte oder aufsteigende Stängel ist verzweigt, hellgrün, kantig und gerillt.
Die wechselständig angeordneten Laubblätter sind paarig gefiedert, 5 bis 8 Zentimeter lang, enden in einer 1 bis 4 mm lang bespitzten Spindel und besitzen meist acht bis zwölf Paar Fiederblättchen. Die dicht gedrängt angeordneten Fiederblättchen sind bei einer Länge von 10 bis 23 Millimetern sowie einer Breite von 3 bis 7 Millimetern eiförmig-elliptisch bis lanzettlich mit gerundetem sowie kurz bespitztem oberen Ende, deutlich netznervig und von frischgrüner Farbe. Die Nebenblätter sind relativ groß, halbspießförmig, die unteren oft schwach gezähnt.

### Blütenstand und Blüte
Die Blütezeit liegt hauptsächlich in den Monaten Mai bis Juni und sie blüht manchmal auch noch einmal im Juli bis August. Die traubigen Blütenstände sind etwa 5 bis 9 Zentimeter lang, zuletzt die Laubblätter überragend, einseitswendig, und besitzen kräftige, kahle bis zottig behaarte Stiele. Sie tragen 10 bis 15 gedrängt stehende Blüten. Die Blütenstiele sind 2 bis 4 Millimeter lang.
Die zwittrigen Blüten sind bei einer Höhe von 12 bis 15 Millimetern zygomorph und fünfzählig mit doppelter Blütenhülle. Der Kelch ist etwa ebenso lang, weitglockig, etwas schief und hat kurz dreieckige, durch weite Buchten getrennte Kelchzähne. Die kurz genagelten Kronblätter sind gelblich oder porzellanweiß und lila angehaucht. Die Fahne ist verkehrt-eiförmig, ausgerandet, violett geadert und etwas länger als die schmalen Flügel und das Schiffchen.

### Früchte und Samen
Die gestielten Hülsenfrüchte sind 20 bis 28 Millimeter lang sowie 4 bis 7 Millimeter breit. Sie sind kahl, vielsamig und bei der Reife von gelbbrauner Farbe.
Die Samen sind elliptisch-eiförmig, zusammengedrückt, glatt, braun und mehr oder weniger gefleckt bis schwarz.

### Chromosomenzahl
Die Chromosomenzahl beträgt 2n = 12.

## Vorkommen
Die Heide-Wicke ist ein rein atlantisches, meist subatlantisches Florenelement. Vicia orobus ist hauptsächlich in Westeuropa verbreitet. Ihr Verbreitungsgebiet reicht von Nordspanien über Süd-, West- und Mittelfrankreich, den Schweizer Jura und das westliche Deutschland bis auf die Britischen Inseln. Vereinzelt kommt sie auch in Dänemark vor. Ihr nördlichstes Vorkommen liegt im südlichen Norwegen. Möglicherweise existieren kleinere Vorkommen auch noch im Süden von Jütland. In Mitteleuropa sind lediglich Fundorte im Schweizer Jura bei Neuchâtel und in Deutschland nur am Rand des Hohen Venns (Nordrhein-Westfalen), im Spessart (Bayern und Hessen) bekannt und sie ist auch in diesen genannten Gebieten selten.
Die Heide-Wicke besiedelt in Mitteleuropa den Saum lichter Wälder, Magerwiesen, Hochstaudenfluren und Gebüsche in Heiden. Sie gedeiht in Lagen mit humidem und wintermildem Klima. Sie steigt in der Auvergne bis in Höhenlagen von 1550 Metern.
Die Heide-Wicke gedeiht am besten auf kalkarmen oder kalkfreien, lockeren, sandigen Lehmböden. Sie ist in Mitteleuropa eine Charakterart des Trifolio-Vicietum orobi aus dem Verband Trifolion medii.
Die ökologischen Zeigerwerte nach Landolt & al. 2010 sind in der Schweiz: Feuchtezahl F = 3 (mäßig feucht), Lichtzahl L = 3 (halbschattig), Reaktionszahl R = 2 (sauer), Temperaturzahl T = 3+ (unter-montan undober-kollin), Nährstoffzahl N = 2 (nährstoffarm), Kontinentalitätszahl K = 1 (ozeanisch).

## Gefährdung
Die Heide-Wicke wurde 1996 in der Roten Liste der gefährdeten Pflanzenarten Deutschlands als „stark gefährdet“ bewertet. Da die Art in geschützten Gebieten vorkommt, stufte die IUCN sie 2010 insgesamt als „Least Concern“ = „gering gefährdet“ ein.

## Taxonomie
Die Heide-Wicke wurde 1815 von Augustin Pyramus de Candolle in Flore Française, ou Descriptions Succinctes de Toutes les Plantes qui Croissent Naturellement en France... 3. Auflage Band 6 Seite 577 als Vicia orobus erstbeschrieben. Ein Synonym ist Vicia aristata Dulac.